# Pan de Natale
Le Pan de Natale est le pain de Noël selon une ancienne tradition monégasque. Alors que la tradition est rarement observée ailleurs en Provence, elle a été ravivée en Principauté de Monaco.

## Étiologie
Le Pan de Natale s'insère dans une liturgie catholique domestique lors de laquelle un pain particulier est célébré, béni et consommé selon un certain rite. Ce pain rituellement consommé dans une maison accomplit symboliquement le mystère de Noël à Bethléem, littéralement, la maison du pain, en araméen.

## Histoire

### Origine: le Pain de Noël dès leXVIIesiècleen Provence
Le Pan de Natale trouve ses origines dans les différentes traditions du pain de Noël qui a varié en fonction des lieux et des époques. La tradition du pain de Noël était déjà présente en Provence où le pain de Noël était connu sous le nom de trésoir ou bûche, une tradition du Noël provençal connue de Frédéric Mistral. Il était préparé par toute la famille assemblée la veille de Noël, porter en cérémonie dans la cuisine ou dans la chambre du maître et chante à deux chœurs des airs provençaux: "que la bûche se réjouisse, demain, c'est le jour du pain." Le pain était ensuite bénit par le plus petit du foyer.

### A Gênes,U Pan de NataleauXIXesiècle
Dans sa forme actuelle à Monaco, le pan de Natale est sous doute d'origine génoise: c'est en effet à Gênes que l'on trouve la plus ancienne mention du pain de Noël en langue ligure.

### U Pan de Natale: une institution en Principauté de Monaco
À Monaco, U Pan de Natale est encore aujourd'hui une véritable institution qui implique tous les Monégasques, de l'Église catholique, au gouvernement princier, aux commerçants de la Principauté.

#### Dimension religieuse: la bénédiction des pains lors de la Messe de Minuit
Les Pan de Natale, suivant la tradition, sont bénis par les familles mais également ils le sont lors de la messe de minuit à la Cathédrale, la veille de Noël. À la fin de la messe, pendant l’Offertoire, l’Archevêque de Monaco procède à la bénédiction symbolique de tous les pains qui se trouveront sur les tables familiales ce soir-là ou le lendemain au repas de Noël. Aujourd'hui, la bénédiction a souvent lieu avant la Messe de Noël à la Mairie de Monaco en présence de l'Archevêque et des autorités civiles.

#### Dimension sociale: une œuvre de charité
Aujourd'hui, les boulangers faisant leur pain à Monaco, dans les jours qui précèdent la Noël, cuisent des Pan de Natale qui sont remis moyennant un don laissé à l’appréciation des clients et le produit de ces dons est remis ensuite à des œuvres caritatives de la Principauté.

#### Dimension familiale: une liturgie domestique
Le soir de Noël, après la messe de minuit, le Pan de Natale est traditionnellement disposé sur la table et la personne la plus âgée, ou parfois la plus jeune, de la famille procède à la bénédiction du pain. Elle doit tremper la brindille d'olivier dans le l'eau bénite et faire un large signe de croix sur le pain mais aussi vers les personnes présentes autour de la table et prononçait les paroles suivantes :
"Che dame chela ram'auriva e l'agiütu de Diu, u mà se ne vaghe e u ben arrive".
"Qu'avec ce petit rameau d'olivier et l'aide de Dieu, le mal s'en aille et que le bien vienne".
Les participants se signent et le maître de maison tranche alors le pain et le distribue.
Traditionnellement, en recevant ce pain chacun prononce à voix basse "que le mal s'en aille et que le bien vienne". Le reste de ce pain est conservé et des tranches sont offertes aux visiteurs en signe de bienvenue.

## Préparation

### Description
Le Pan de Natale est un gros pain de maison. Il est fait avec le blé récolté dans les campagnes du pays et dont la farine provient des moulins aussi bien de Monaco que de Roquebrune ou de Menton. Sur le dessus de cette boule de pain, on disposait quatre à sept petites noix de manière de former une croix latine et on y déposait un petit rameau d'olivier et parfois on y ajoutait une petite branche d'oranger et de citronnier.

### Symbolique
La croix qui se trouve sur ce pain était le signe de la foi des Monégasques, dans un pays où le catholicisme est religion d'État, et le rameau d'olivier un gage de paix. Pour certains, la branche d'oranger et de citronnier ajoutée à la brindille d'olivier est le symbole de la prospérité du terroir monégasque.

### Assortiment
S'ajoute au Pan de Natale, la fougasse monégasque et des petits gâteaux; "ë mariote", Petite Marie, faits avec la pâte de la fougasse pour les filles, et "I gali"; en forme de coq pour les garçons.